# 缪水娟
缪水娟（1955年—），浙江杭州人，汉族，中华人民共和国政治人物、第十一届全国人民代表大会浙江地区代表。
毕业于浙江师范大学中文专业，是中共党员。曾任杭州高级中学校长。担任浙江省教育厅教研室主任。2008年起担任全国人大代表。